# Jacinto Tomás de Carvalho Botelho
Jacinto Tomás de Carvalho Botelho (* 11. September 1935 in Prados de Cima, Gemeinde Rua, Kreis Moimenta da Beira, Portugal) ist emeritierter Bischof von Lamego.

## Leben
Jacinto Tomás de Carvalho Botelho empfing am 15. August 1958 die Priesterweihe für das Bistum Lamego.
Papst Johannes Paul II. ernannte ihn am 31. Oktober 1995 zum Weihbischof in Braga und zum Titularbischof von Tacia Montana. Der Erzbischof von Braga, Eurico Dias Nogueira, weihte ihn am 20. Januar des nächsten Jahres zum Bischof; Mitkonsekratoren waren Américo do Couto Oliveira, Bischof von Lamego, und António Cardoso Cunha, emeritierter Bischof von Vila Real.
Am 20. Januar 2000 wurde er zum Bischof von Lamego ernannt. Am 19. November 2011 nahm Papst Benedikt XVI. sein aus Altersgründen vorgebrachtes Rücktrittsgesuch an.